# Liste der Monuments historiques in Dommartin-sous-Amance
Die Liste der Monuments historiques in Dommartin-sous-Amance führt die Monuments historiques in der französischen Gemeinde Dommartin-sous-Amance auf.

## Liste der Immobilien
| Bezeichnung      | Beschreibung            | Standort               | Kennzeichnung | Schutzstatus | Datum | Bild           |
| ---------------- | ----------------------- | ---------------------- | ------------- | ------------ | ----- | -------------- |
| Kirche St-Martin | aus dem 15. Jahrhundert | Rue Jules Ferry (Lage) | PA00106024    | Inscrit      | 1929  | weitere Bilder |

## Liste der Objekte
| Bezeichnung               | Beschreibung                                                                                     | Standort                       | Kennzeichnung | Schutzstatus | Datum | Bild |
| ------------------------- | ------------------------------------------------------------------------------------------------ | ------------------------------ | ------------- | ------------ | ----- | ---- |
| Skulptur Madonna mit Kind | Stein, farbig gefasst, um 1760                                                                   | in der Kirche St-Martin (Lage) | PM54000210    | Classé       | 1981  |      |
| Altarrelief               | am Seitenaltar; Holz, farbig gefasst und vergoldet, um 1720                                      | in der Kirche St-Martin (Lage) | PM54000208    | Classé       | 1979  |      |
| Hauptaltar                | Altartisch und Altaraufbau; Holz, farbig gefasst, erste Hälfte des 18. Jahrhunderts; eingelagert | in der Kirche St-Martin (Lage) | PM54000209    | Classé       | 1979  |      |